# Sarisă

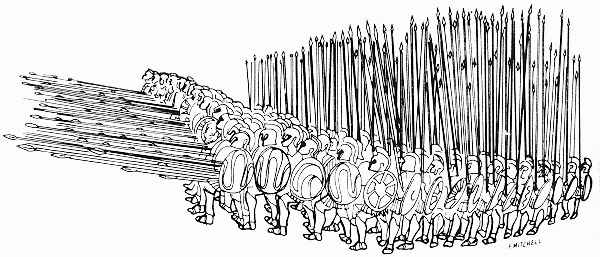
Un grup de soldaţi macedoneni echipaţi cu sarise. Se pot vedea rânduri de soldaţi care folosesc sarisa înainte, iar restul fac un fel de acoperiş

Sarisa a fost tipul de lance folosită de Alexandru Macedon în cucerirea Persiei lui Darius al III-lea. Sarisele aveau între 4 și 7 metri lungime, designul lor fiind același cu orice lance, doar lungimea fiind diferită, ceea ce avantaja pe cel care o folosea prin că soldații lui erau mai eficienți: începând cu primul rând, încă cele mai apropiate 3 puteau folosi ca și armă sarisa, iar ceilalți mai îndepărtați o foloseau ca mijloc de apărare: ele, în număr mare, reduc cu 80% numărul de săgeți ce lovesc ținta.
În timpul marșurilor sarisa era aproape inutilă și chiar stânjenitoare. De aceea era divizată în două părți, iar înainte de bătălie era reunită.
Invenția sarisei este atribuită, în mod tradițional, lui Filip al II-lea, tatăl lui Alexandru cel Mare.